# Ruhfäutchenplatz
Der Ruhfäutchenplatz befindet sich im historischen Weichbild Sack in Braunschweig. Er liegt im Stadtzentrum und grenzt nordöstlich unmittelbar an den Burgplatz.

## Etymologie
Die etymologische Bedeutung der Benennung Ruhfäutchen[platz] ist ungeklärt. 1789 schrieb Philip Christian Ribbentrop im ersten Band seiner Beschreibung der Stadt Braunschweig: Das Wort Rufäutgenplatz [sic!] weiß ich nicht zu erklären. und fährt fort, eine Sage wiederzugeben, wonach am Glockenzug der Pforte des dort befindlichen Paulinerklosters ein Rehfuß gehangen haben soll. Nach diesem habe man den Platz ursprünglich Rehpötgenplatz (Rehpfötchenplatz) genannt. 1821 wiederholte Johann August Heinrich Schmidt diese Deutung in seinem Buch Versuch einer historisch-topographischen Beschreibung der Stadt Braunschweig, wies allerdings gleichzeitig darauf hin, dass es dafür keine Belege gebe.
1904 behauptete Meier in seinem Buch Die Straßennamen der Stadt Braunschweig, die Benennung leite sich aus der Tatsache ab, dass rund um den Platz Dienstpersonal des unweit gelegenen herzoglichen Schlosses gelebt habe und dieses Gamaschen getragen habe, um auf dem Weg zum bzw. vom Schloss ihre teuren Strümpfe vor Beschmutzung zu schonen. Diese Gamaschen wiederum, behauptet Hodemacher im ersten Band von Braunschweigs Straßen, ihre Namen und ihre Geschichten sollen im Volksmund als „Ruhfäutchen“ (für „Rauhfüßchen“) bezeichnet worden sein.

## Räumliche Anordnung der Straßen und Bauwerke am und um den Ruhfäutchenplatz
| | Casparistraße, Richtung Hagenmarkt    |                                                                                    |
| Marstall |                                       | Katharinenkirche, Hagenscharrn                                                     |
| Deutsches Haus Burgplatz Huneborstelsches Haus, Veltheimsches Haus, Burg Dankwarderode und Braunschweiger Löwe |                                       | Gebäude der ehemaligen Bezirksregierung, Dankwardstraße/Steinweg und Staatstheater |
| Domplatz mit Dom                                                                                               |                                       | Neues Rathaus, 2000 Jahre Christentum                                              |
| | Münzstraße mit 1. Polizeikommissariat |                                                                                    |

## Geschichte

### Verlauf der Oker durch die Braunschweiger Innenstadt

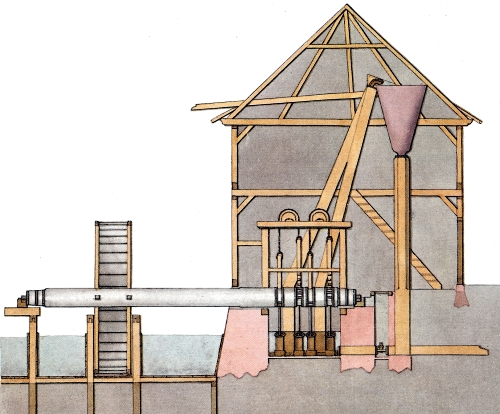
Wasserkunst am Ruhfäutchenplatz, 1527 von Barward Tafelmaker angelegt.

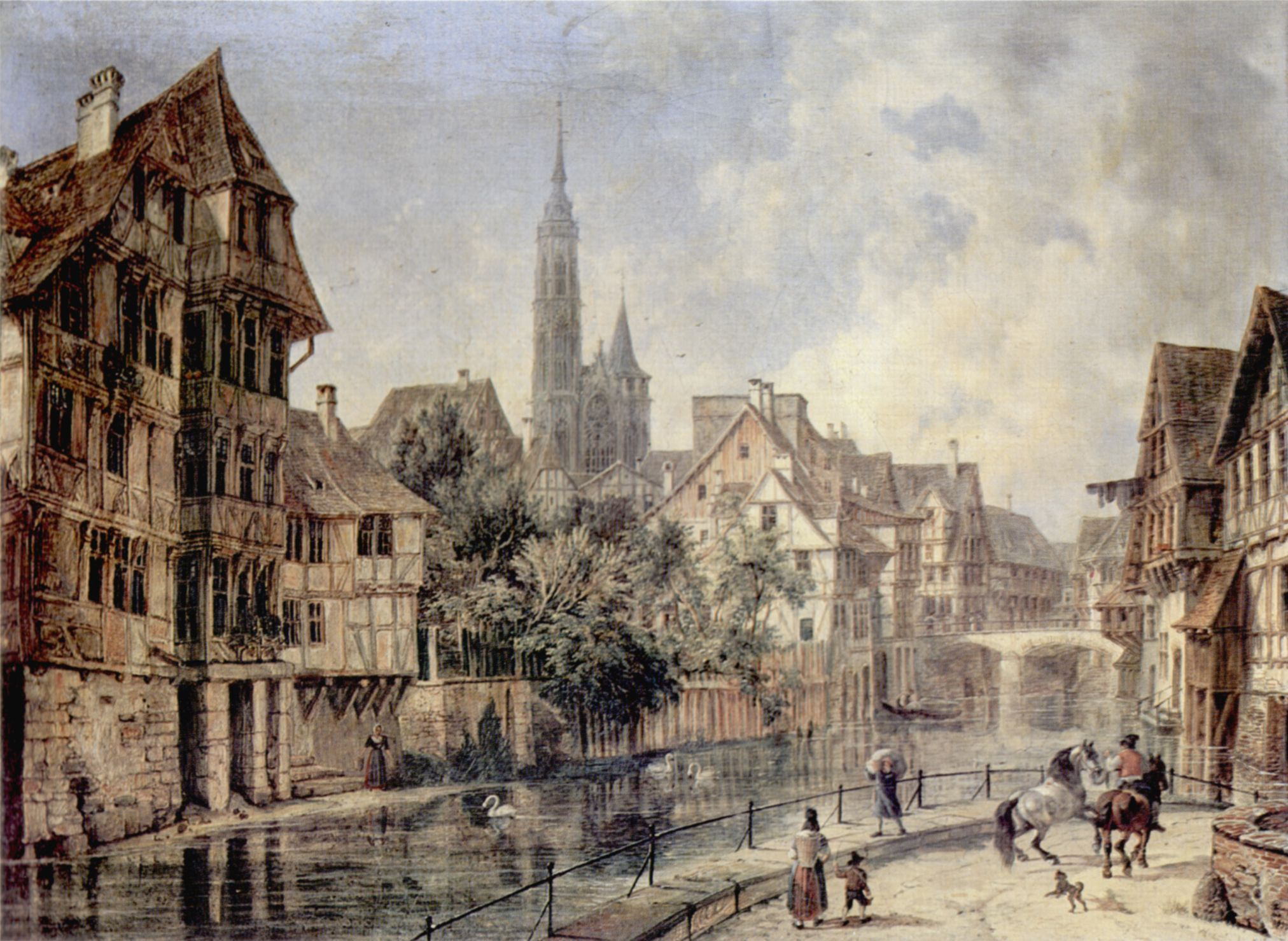
Gemälde von Domenico Quaglio aus dem Jahre 1832. Im Vordergrund die Oker, im Hintergrund die Andreaskirche.

Der Verlauf der Oker hatte über Jahrhunderte hinweg die natürliche Grenze zwischen den historischen Weichbilden Sack und  Hagen sowie dem Sonderrechtsbezirk der Burgfreiheit gebildet. Das Gebiet des heutigen Platzes war bis in die Mitte des 18. Jahrhunderts hinein von der Oker und den sie überquerenden Brücken geprägt. Erst ab ca. 1740 wurde der Charakter des Gebietes grundlegend verändert.
Die zahlreichen die Innenstadt durchziehenden Okerarme hatten, vor allem in den tiefer gelegenen Stadtteilen, wie zum Beispiel rund um den Hagenmarkt, bis hin zum Bereich um den Nickelnkulk, zur Folge, dass diese Gebiete über Jahrhunderte hinweg bei Hochwasser der Oker (durch Starkregen oder Schneeschmelze) häufig großflächig überschwemmt wurden.

### Entstehung des Platzes

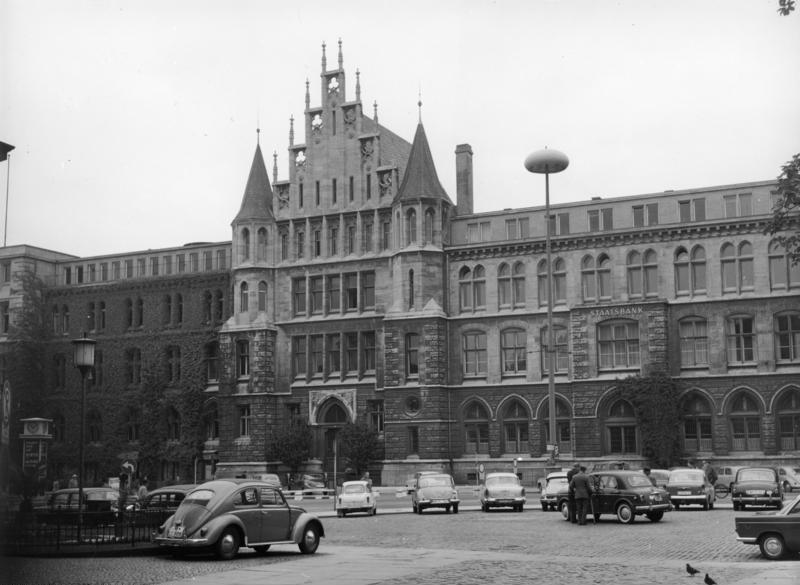
1961: Ruhfäutchenplatz mit parkenden Autos und dem Gebäude der ehemaligen Braunschweigischen Staatsbank, später der Bezirksregierung Braunschweig, im Hintergrund.

Im 18. Jahrhundert hatte das Gelände um die Burgmühle keinen eigenen Namen, sondern wurde über lange Zeit nur als „vor der Burgmühle“ bezeichnet. Von diesem Bereich Richtung Westen verläuft auch heute noch die Straße Marstall, die seit dem Mittelalter besteht. 1740 wurden am rechten Okerufer, bei der Mühle vier Häuser abgerissen, wodurch neben der Mühle ein größerer Platz entstand. 1741 erscheint zum ersten Mal auf dem von Albrecht Heinrich Carl Conradi gefertigten Stadtplan am rechten Okerufer und am östlichen Rand des Geländes die Benennung Rufeidgen Plaz [sic!]. In Andreas Carl Haackes Plan von ca. 1756 ist der Platz namenlos, in Friedrich Wilhelm Culemanns Plan von 1798 heißt er Ruhfeitgen Platz und auf Johann Karl Mares Stadtplan von 1829 Ruhfäutgen Platz.
Sein heutiges Ausmaß erhielt der Ruhfäutchenplatz erst zwischen 1857 durch den Abriss der Burgmühle (dort seit 1301), in Verbindung mit dem 1865 erfolgten Abriss zweier Wasserkunst-Pumpenhäuser und schließlich 1873 mit der Zuschüttung bzw. unterirdischen Kanalisierung und Überbauung einiger an dieser Stelle verlaufender innerstädtischer Okerarme und eines alten Burggrabens. Zwischen 1870 und 1888 entstand die vom Ruhfäutchenplatz Richtung Norden zum Hagenmarkt verlaufende und nach dem Braunschweiger Oberbürgermeister Heinrich Caspari benannte Casparistraße.
Im Zuge dieser Um- und Neugestaltung des Platzes wurde der gesamte Bereich trockengelegt. Das alte Zeughaus und der größte Teil des Paulinerklosters wurden abgerissen, um Platz für Neubauten zu schaffen. Ab 1887 begannen die mehrjährigen Arbeiten an der in der Nacht zum 21. Juli 1873 abgebrannten Burg Dankwarderode, die nach Plänen des Braunschweiger Stadtbaurates Ludwig Winter rekonstruiert wurde. Zwischen 1894 und 1901 wurde ebenfalls nach Plänen Winters im südöstlichen Platzbereich das Neue Rathaus im Stil der Neugotik errichtet. Die alte Bebauung nördlich der neugestalteten Burg wurde als unansehnlich und dem Gesamteindruck des neu gestalteten Burgplatzensembles abträglich empfunden. So wurde 1896 nach Plänen des Kaufmanns Robert Schrader am ehemaligen Standort der 1857 abgerissenen Burgmühle das Hotel Deutsches Haus errichtet und damit die „Wände“ des Ruhfäutchenplatzes geschlossen.
Nach Abschluss dieser Maßnahmen war eine neue städtebauliche Achse entstanden, die von West nach Ost, von der Burg und dem 1904 davor errichteten Reiterstandbild Herzog Wilhelms (im Zweiten Weltkrieg eingeschmolzen) ausgehend, über die Dankwardstraße und den Steinweg mit dem Herzoglichen Theater und darüber hinaus über die Kaiser-Wilhelm-Allee bis zum Nußberg verlief.

### Großflächige Zerstörung im Zweiten Weltkrieg und Wiederaufbau
| Durch über 40 Bombenangriffe während des Zweiten Weltkrieges, insbesondere den Bombenangriff vom 15. Oktober 1944, großflächig zerstörte und beschädigte Bereiche der nordöstlichen Braunschweiger Innenstadt, zwischen Steinweg (oben), Hagenmarkt (rechts), Fallersleber Straße (unten) und Theaterwall (links). Zur Orientierung: | |
| 1) | Das schwer beschädigte Braunschweiger Schloss. |
| 2) | Der Burgplatz; darunter das Staatsministerium in der Dankwardstraße, dem links gegenüber das Rathaus. Auf dem Burgplatz sind rechts die Burg Dankwarderode und der Braunschweiger Dom erkennbar. |
| 3) | Der Ruhfäutchenplatz grenzt an die Burg Dankwarderode und das Hotel Deutsches Haus. |
| 4) | Am linken Bildrand ist das Staatstheater erkennbar. |
| 5) | Die zerstörten Gebäude von Wilhelmsgarten. |
| 6) | Die schwer beschädigte Katharinenkirche am Hagenmarkt. |
| 7) | Die Ruine der Hagenmarkt-Apotheke. |
| 8) | Das ausgebrannte Bierbaumsche Haus an der Fallersleber Straße. |
| Ausschnitt aus einer Luftaufnahme der USAAF vom 12. Mai 1945 | |

Die gesamte Bebauung auf der nördlichen Seite des Hagenscharrns wurde zerstört. Auf der gegenüberliegenden Straßenseite steht das erhalten gebliebene Steingebäude des braunschweigischen Staatsministeriums, in dem bis zu deren Auflösung 2004 die Bezirksregierung Braunschweig untergebracht war. Nach erfolgter Generalsanierung ist Ende 2022 das Oberlandesgericht Braunschweig in dieses denkmalgeschützte Gebäude zwischen Hagenscharrn, Bohlweg und dem angrenzenden Haus der braunschweigischen Landessparkasse eingezogen.
In der frühen Nachkriegszeit wurden auf der vollständig zerstörten Nordseite des Platzes Neubauten errichtet, die in der Verlängerung über den Marstall nach Westen und die Casparistraße bis hin zum Hagenmarkt nach Norden reichten. In der Folge des über Jahrzehnte andauernden Wiederaufbaus nach den großflächigen Zerstörungen, wurde der Ruhfäutchenplatz in der Nachkriegszeit lediglich als Verkehrsplatz mit ungeordnet parkenden Automobilen genutzt. und war Teil des City-Rings.
Anfang der 1980er Jahre gab es zwei Gründe, den Platz neu zu gestalten. Zum einen war 1982 die Welfen-Passage mitsamt der dazu gehörenden Tiefgarage „Packhof“ (auf dem Gelände des zerstörten Packhofs) eröffnet worden und die innerstädtischen Verkehrsströme sollten entsprechend, u. a. zur Reduzierung des Individualverkehrs neu gelenkt werden, zum anderen sollten bereits vorhandene Umgestaltungspläne für die Niedersächsische Landesausstellung 1984 „Stadt im Wandel“ im angrenzenden Braunschweigischen Landesmuseum endlich umgesetzt werden. Das städtebauliche Konzept rund um den Platz bestand darin, einen vertieften Parkplatz für das Hotel »Deutsches Haus« in einem großen Halbrund mit einer Elmkalksteineinfassung anzulegen sowie eine veränderte Verkehrsführung, die dem Platzcharakter gerecht würde.